# Liste der Pfarren im Stadtdekanat 3 (Erzdiözese Wien)
Das Stadtdekanat 3 ist ein Dekanat im Vikariat Wien Stadt der römisch-katholischen Erzdiözese Wien. Es umfasst sechs Pfarren im 2. Wiener Gemeindebezirk Leopoldstadt und im 3. Wiener Gemeindebezirk Landstraße mit rund 37.000 Katholiken.

## Pfarren mit Kirchengebäuden und Kapellen
| Pfarre                                               | Teilgemeinden                                                                | Ink.                        | Seit           | Patrozinium                  | Kirchengebäude und Kapellen | Bild                        |
| ---------------------------------------------------- | ---------------------------------------------------------------------------- | --------------------------- | -------------- | ---------------------------- | --- | --------------------------- |
| Am Schüttel                                          |                                                                              |                             | 1946           | Zum Heiligsten Erlöser       | Pfarrkirche Am Schüttel Kapelle im Bundes-Blindenerziehungsinstitut, Kapelle im Senioren- und Pflegehaus Josef Macho der Caritas |                             |
| Erdberg                                              |                                                                              |                             | 14. Jhdt./1783 | St. Peter und Paul           | Pfarrkirche Erdberg Franziskuskapelle im Mutterhaus der Schulschwestern |                             |
| Landstraße                                           |                                                                              | Oratorianer (CO)            | 1783           | St. Rochus und St. Sebastian | Rochuskirche Elisabethinenkirche, Stephanuskapelle im Stephanushaus, Kapelle im Jüngerzentrum Maria Königin des Friedens, Elisabethinenkapelle im Krankenhaus St. Elisabeth, Gardekirche, Resurrektionisten-Missionshaus Rennweg                                                            | Rochuskirche                |
| Maria-Drei-Kirchen (bis 30. September 2017: Rennweg) | Maria Geburt-Rennweg An der Muttergotteskirche ehem. Maria vom Siege-Arsenal |                             | 1783           | Mariä Geburt                 | Pfarrkirche Rennweg Muttergotteskirche, Kapelle im Krankenhaus Rudolfstiftung, Kirche zum Allerheiligsten Erlöser, Januariuskapelle im Schulzentrum Ungargasse, Herz-Jesu-Kirche, Kapelle in der Internatsschule des Bundes, Kapelle im CS Hospiz Rennweg, Kapelle im Herz-Jesu-Krankenhaus |                             |
| Neuerdberg                                           |                                                                              | Salesianer Don Boscos (SDB) | 1939           | St. Johannes Bosco           | Pfarrkirche Neuerdberg Elisabethkapelle im Mautner Markhof’schen Kinderspital | Don-Bosco-Kirche Neuerdberg |
| St. Othmar unter den Weißgerbern                     |                                                                              |                             | 1874           | St. Othmar                   | Pfarrkirche St. Othmar unter den Weißgerbern Kapelle im Zentrum Johannes-Paul II. |                             |

Zur ehemaligen Pfarre An der Muttergotteskirche (1939–2017) siehe Muttergotteskirche.

Zur ehemaligen Pfarre Arsenal (1983–2017) siehe Arsenalkirche.

## Diözesaner Entwicklungsprozess
Am 29. November 2015 wurden für alle Pfarren der Erzdiözese Wien Entwicklungsräume definiert. Die Pfarren sollen in den Entwicklungsräumen stärker zusammenarbeiten, Pfarrverbände oder Seelsorgeräume bilden. Am Ende des Prozesses sollen aus den Entwicklungsräumen neue Pfarren entstehen. Im Stadtdekanat 3 wurden folgende Entwicklungsräume festgelegt:
- Arsenal, An der Muttergotteskirche und Rennweg (seit 1. Oktober 2017 Pfarre Maria-Drei-Kirchen)
- Landstraße
- Am Schüttel, Erdberg, Neuerdberg und St. Othmar unter den Weißgerbern

## Dechanten
- 1945–1956 Franz Schadulek, Stadtdechant (Stadtdekanat II) für den III. und XI. Bezirk
- 1956–1971 Erwin Hesse, Stadtdechant (Stadtdekanat II) für den III. und XI. Bezirk
- 1971–Jahr Franz Führer, Dechant des Stadtdekanats 3 für den III. Bezirk
- 2005–2011 Dariusz Schutzki[3]
- Seit 2011 Thomas J. Lambrichs, Pfarrer von Erdberg St. Peter und Paul